# Man (Unix)
Pour les articles homonymes, voir man.

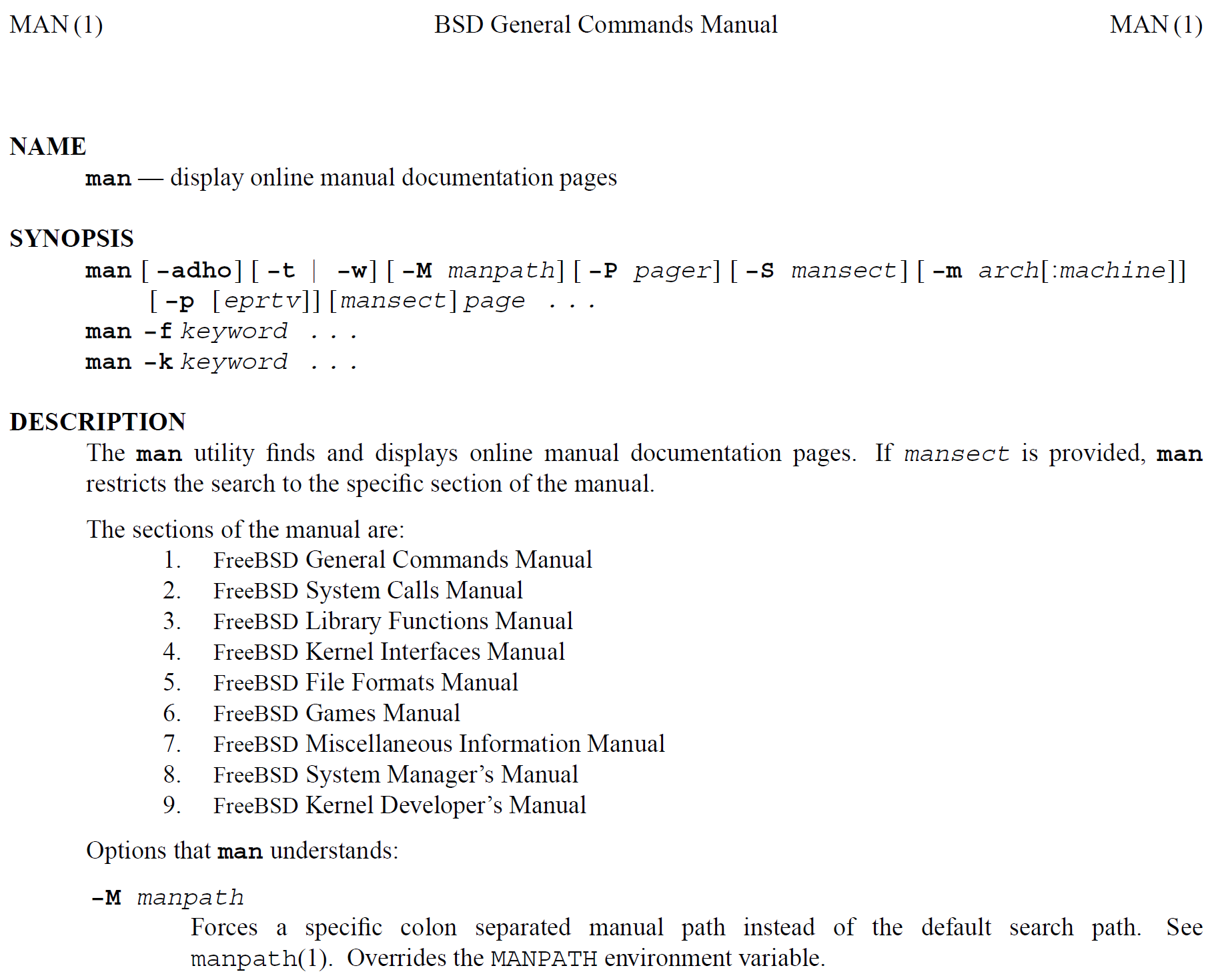
Rendu de la page de manuel anglaise de FreeBSD sur la commande, présentée au format PDF

man est une commande disponible sur les systèmes d'exploitation de type Unix. Elle permet de visionner les contenus d'une documentation formatée pour être exploitable par man ; à l'origine, elle sert à accéder aux manuels des commandes d'un shell Unix et à la description des fonctions du langage C.

## Utilisation
Elle doit être utilisée sous la forme suivante :
```
man
 
[
-s<section>
]
 
<nom_du_manuel>

```

En général, le nom du manuel est le nom de la commande. Par exemple, pour voir le manuel de la commande ftp, il faut taper 
```
$>
 
man
 
ftp

```

Pour la syntaxe du fichier sudoers, lié au programme sudo
```
$>
 
man
 
sudoers

```

Pour naviguer dans une page, il faut généralement utiliser les flèches vers le haut et vers le bas ou les touches page down et page up, ou encore la touche d'espacement, selon le pager utilisé. On sort généralement d'une page avec la touche Q, mais, avec certaines versions, il faut appuyer sur la touche d'espacement jusqu'à ce qu'on arrive à la fin de la page de manuel.

## Sections
Les pages du manuel Unix sont divisées en plusieurs sections. Par exemple, sous Linux, on retrouve les sections suivantes :
1. Commandes utilisateur
2. Appels système
3. Fonctions de bibliothèque
4. Fichiers spéciaux
5. Formats de fichier
6. Jeux
7. Divers
8. Administration système
9. Interface du noyau Linux

Chaque section possède une page d'introduction qui présente la section, disponible en tapant man <section> intro.
Les pages de manuel sont stockées dans les fichiers sources roff. La plupart des versions de man cache les versions formatées des dernières pages affichées pour accélérer les prochains affichages.
Pour plus d'information sur man, il est possible de regarder la page man de man, avec la commande man man.

## Historique
Le Manuel du programmeur UNIX (UNIX Programmer's Manual) a été publié le 3 novembre 1971. Cette première page de manuel a été écrite par Dennis Ritchie et Ken Dolotta sous les demandes répétées de Doug McIlroy. Les macros troff utilisées furent celles créés pour une utilisation générale par Ted Dolotta, ainsi que quelques ajouts pour les pages de manuel.
À l'époque, la disponibilité d'une documentation en ligne à l'aide des pages de manuel était considérée comme une avance importante. Depuis ce jour, presque toutes les applications en ligne de commande pour Unix ont leur propre page de manuel. Beaucoup d'utilisateurs d'Unix ressentent le manque de page de manuel comme un signe de mauvaise qualité. En fait, certains projets, tels que Debian, écrivent leur propre pages de manuel pour les commandes qui en sont dépourvues.
Peu d'alternative à man ont eu le même succès, avec l'exception possible du projet GNU « info », un système simple et précurseur de hypertexte.
Cependant, le format d'une page unique par application, le manque de classification dans les sections, et les fonctionnalités relativement peu sophistiquées de mise en page, ont motivé le développement de systèmes de documentation alternatifs tels que le système info déjà mentionné.
La plupart des applications graphiques pour UNIX (particulièrement celles construites pour les environnements GNOME et KDE) proposent maintenant de la documentation en HTML et incluent un outil pour lire ces pages directement dans l'application.
Les pages de manuel sont généralement disponibles en anglais. Des traductions dans d'autres langues sont disponibles pour certaines pages, quelquefois moins à jour que la version anglaise.
Le format par défaut des pages de manuel est troff, avec soit les macros man (orientés présentation), soit les macros mdoc (orientés sémantique). Ces formats rendent possible la conversion des pages de manuel dans d'autres formats comme HTML, PostScript, etc.